# Distretto di Leh

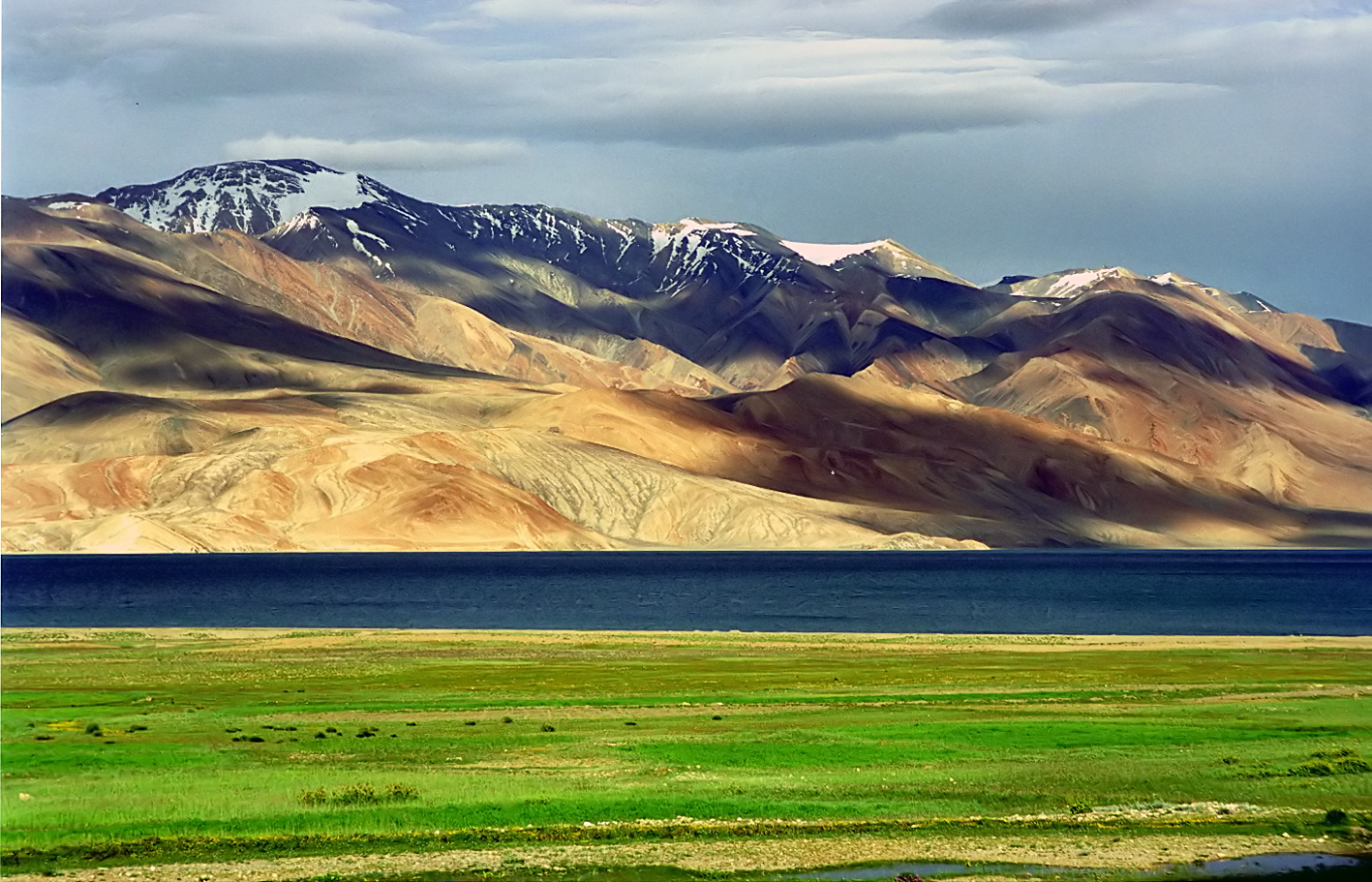
Lago Tsomoriri

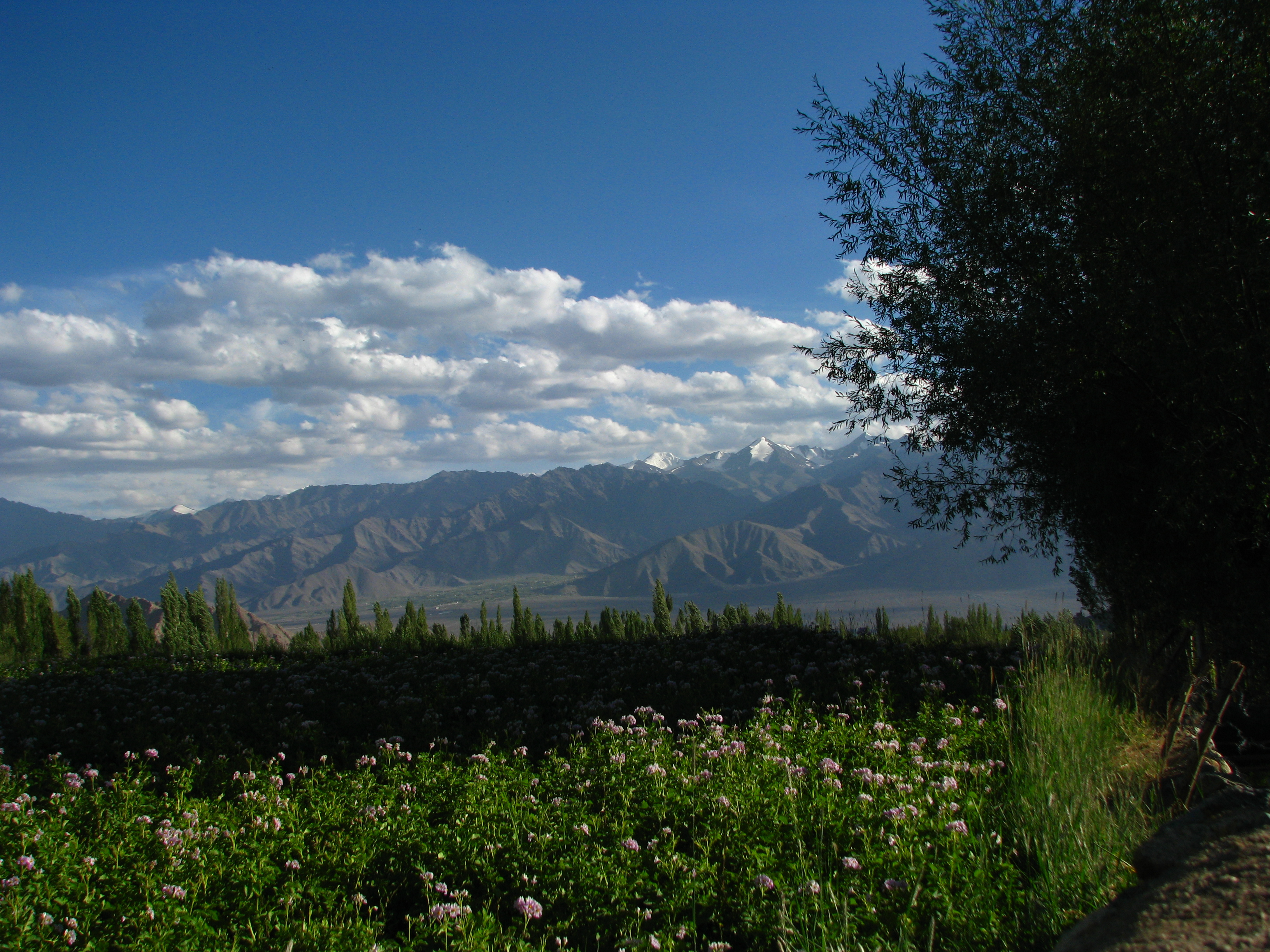
Panorama del distretto

Il distretto di Leh è un distretto del Ladakh, in India, di 117 637 abitanti. Il suo capoluogo è Leh.

## Amministrazione
Il distretto di Leh è suddiviso in 6 tehsil:
- Nubra Tehsil
- Khalsi Tehsil
- Leh Tehsil
- Kharu Tehsil
- Durubk Tehsil
- Nyoma Tehsil